# Cache Heights
Cache Heights är en kulle i Antarktis. Den ligger i Västantarktis. Inget land gör anspråk på området. Toppen på Cache Heights är 1 001 meter över havet.
Terrängen runt Cache Heights är bergig, och sluttar norrut. Trakten är obefolkad. Det finns inga samhällen i närheten. 